# Stenhelia unisetosa
Stenhelia unisetosa är en kräftdjursart som beskrevs av Wells 1967. Stenhelia unisetosa ingår i släktet Stenhelia och familjen Diosaccidae. Inga underarter finns listade i Catalogue of Life.